# .Hroptr.
.Hroptr. war ein von 2004 an aktives belgisches Solo-Musikprojekt, dessen Stil dem Post-Industrial-Subgenre Dark Ambient zugerechnet wird.

## Geschichte
Im September 2004 initiierte Kristof Minnaert .Hroptr.. Rückblickend benannte er das Experimentieren mit einem neuen JV-880 Roland Synthesizer als Beginn seines Projektes. Nach einigen Monaten dieses Experimentierens verschickte Minnaert Off-Key Interlude als Demo-CD an unterschiedliche Unternehmen des Post-Industrial-Spektrums. Das italienische, auf Death Industrial spezialisierte, Independent-Label Slaughter Productions reagierte auf die Zusendung und veröffentlichte das Demo noch 2004 als eigenständiges Album. Im darauf folgenden Jahr erschien mit Silent Depravation über das belgische Unternehmen NOTHingness REcords ein zweites Album. Im Februar 2006 kündigte Minnaert eine Trilogie an, von der allerdings keine Aufnahme erschien. Nach Silent Depravation blieben alle weiteren Veröffentlichungen von .Hroptr. aus.

## Hintergrund
Der mit Punkten stilisierte Bandname ist eine Bezeichnung für Odin im Zusammenhang mit Schamanismus, Magie und Trance. Der Verweis auf die nordische Mythologie geht auf Minnaerts Vorliebe für Religionen und Legenden ihm fremder Kulturen zurück, wobei er den norwegischen Sagen und Legenden eine mystische Atmosphäre zuspricht. Ausgehend von Themen der Mystik und Mythologie ist .Hroptr. inhaltlich auf die tiefenpsychologische Beschäftigung mit Archetypen, psychologischen Phänomenen und menschlichen Extremen ausgerichtet. Oft bemühte Szenerien von Serienmord und Wahnsinn seien dabei ein guter „Nährboden, um über die eigene Psyche nachzudenken“. Das Erleben der mit diesen Szenarien einhergehenden Emotionen erleichtere dabei eine angestrebte Selbstfindung.

## Stil
Die Musik von .Hroptr. wird dem Post-Industrial-Subgenre Dark Ambient zugeordnet. In diesem Subgenre arrangieren Künstler synthetische Klangflächen, die mit Field-Recording-Aufnahmen und Samples kombiniert werden, um eine düstere Atmosphäre zu erzeugen. Sich entwickelnde dissonante Harmonien, gepaart mit Dröhnen und extrem niederfrequenten Hintergrund- und Maschinengeräuschen sind dabei üblich.
.Hroptr. nutzt hierzu neben den breiten Soundcollagen aus den für das Genre obligatorischen Synthesizern eine Reihe im Genre unkonventioneller Klangerzeuger, die nicht näher benannte Alltagsgegenstände umfassen. Ruhige Rhythmen geht dabei auf unterschiedliche Formen der Perkussion zurück. Insgesamt transportiere die von Synthesizer und Keyboard geprägte Musik eine düstere und grüblerische Atmosphäre. Als Inspiration benannte Minnaert die Post-Industrial- und Dark-Wave-Projekte Predominance, Sephiroth, Arcana und den Katalog des Labels L.O.K.I. Foundation.

## Diskografie
- 2004: Off-Key Interlude (Album, Slaughter Productions, SPCD54)
- 2005: Silent Depravation (Album, NOTHingness REcords, NOTH0020)